# Sainneville
Sainneville – miejscowość i gmina we Francji, w regionie Normandia, w departamencie Sekwana Nadmorska.
Według danych na rok 1990 gminę zamieszkiwały 814 osoby, a gęstość zaludnienia wynosiła 117 osób/km² (wśród 1421 gmin Górnej Normandii Sainneville plasuje się na 295. miejscu pod względem liczby ludności, natomiast pod względem powierzchni na miejscu 536.).